# Didymodon subtriquetrus
Didymodon subtriquetrus är en bladmossart som beskrevs av H. Robinson 1967. Didymodon subtriquetrus ingår i släktet lansmossor, och familjen Pottiaceae. Inga underarter finns listade i Catalogue of Life.